# Resident Evil 6
Resident Evil 6 (рус. Обитель зла 6, в Японии известна как Biohazard 6) — компьютерная игра, разработанная и изданная Capcom для Xbox 360, PlayStation 3 и Windows. Игра основной серии Resident evil. Версии игры для консолей вышли 2 октября 2012 года. Версия для Windows появилась 22 марта 2013 года. В 2016 году вышло переиздание игры для консолей PlayStation 4 и Xbox One. Версии игры для консолей вышли 29 марта 2016 года. На E3 2019 было анонсировано переиздание для Nintendo Switch.

## Сюжет
Сюжет игры разворачивается с 24 по 25 декабря 2012 года и с 27 июня по 1 июля 2013 года.

### Леон и Хелена
Прошло 15 лет после инцидента в Раккун-сити. Президент Соединённых Штатов Америки Адам Бенфорд решил раскрыть всю правду о событиях сентября 1998 года. Разобравшись с культом Лос-Иллюминадос в Испании Леон Скотт Кеннеди, один из выживших во время событий в Раккун-сити, ныне агент секретной службы США и друг президента прибывает к нему, но становится свидетелем того, как в результате теракта президент превращается в зомби. Защищая другого агента секретной службы — Хелену Харпер, Леон вынужден застрелить президента.
Хелена Харпер считает, что именно она ответственна за смерть президента, но поначалу скрывает от Леона подробности, так как её младшая сестра, Дебора Харпер находится в заложниках у Дерека Симонса, советника по национальной безопасности, который и устроил теракт, использовав Хелену для обезвреживания охраны президента. В ходе игры Леон и Хелена преследуют Симонса, и выясняют, что за его действиями стоит мафиозная организация «Семья», которая организовала атаку на президента с целью предотвратить снижение политического влияния США в случае раскрытия президентом правды о происшествии в Раккун-сити. Леону и Хелене при содействии Ады Вонг, удаётся убить Симонса и добыть доказательства непричастности Леона к смерти президента.

### Крис и Пирс
На момент начала событий игры Крис Редфилд, Пирс Нивенс и другие бойцы из B.S.A.A. прибывают в Эдонию, чтобы противостоять атаке биотеррористической организации Нео-Амбрелла. В ходе трагических событий Крис и Пирс узнают, что во главе биотеррористов стоит женщина, которую они опознают как Аду Вонг. В действительности это Карла Радамес, которую Дерек Симонс превратил в двойника Ады. Спустя полгода Крис и Пирс обнаруживают Карлу в Китае и преследуют её, пытаясь арестовать, а также стараются предотвратить организованную Карлой глобальную биологическую атаку, но не преуспевают в этом — на их глазах Карлу убивают члены «Семьи», а население города Тат-цзы (Китай, провинция Ланшянь) оказывается заражено вирусом, превращающим людей в зомби. Тогда Крис и Пирс отправляются на секретную подводную базу Нео-Амбреллы, чтобы спасти Джейка Мюллера, обладающего антителами к новой заразе. Однако на секретной базе они обнаруживают не только пленников, но и огромный кокон с недоразвившимся гигантским биоорганическим оружием «Хаос».
Системы подводного комплекса оказываются запрограммированными на то, чтобы выпустить Хаос на свободу в случае смерти главы организации, Карлы Радамес. Полностью развившийся Хаос смог бы за считанные дни заразить всё население земли К-вирусом. Крис и Пирс вынуждены остаться на базе, чтобы уничтожить Хаоса. В ходе битвы Пирс Нивенс теряет руку, а Крис Редфилд оказывается схвачен Хаосом. Пирс принимает решение ввести себе дозу захваченного у Карлы Радамес усиленного К-вируса, чтобы получить шанс спасти Криса Редфилда и победить Хаоса. И то и другое мутировавшему Пирсу удаётся, но в итоге он отказывается спасаться с тонущей подводной станции и заставляет Криса эвакуироваться в одиночку.

### Джейк и Шерри
В начале своей сюжетной ветки Джейк Мюллер, внебрачный сын главного антагониста предыдущей части игры Альберта Вескера, служит солдатом-наёмником. Очередным его нанимателем становятся повстанцы Эдонии, вымышленной восточно-европейской страны. Нео-Амбрелла передаёт повстанцам шприцы с К-вирусом, превращающим людей в опасных мутантов дж’аво, утверждая, что это боевые стимуляторы, и таким образом проводит полевое тестирование своего нового биологического оружия. Джейк, унаследовавший от отца антитела к подобного рода вирусам, остаётся человеком, но его антитела становятся нужны всем: Карле Радамес, Дереку Симонсу, B.S.A.A. и просто человечеству для выживания. Сотрудница секретной службы США, Шерри Биркин (так же одна из выживших в ходе событий сентября 1998 года), помогает Джейку спасаться от брошенных на его поимку сил биотеррористов. В ходе своих приключений Шерри и Джейк сближаются, и изначально эгоистичный Мюллер начинает разделять альтруизм своей напарницы.

### Ада
Сюжетная ветка Ады Вонг начинается с того, что она получает по мобильному видеофону наводку от якобы Дерека Симонса, касающуюся некой подводной лодки в Северной Атлантике. Прибыв на эту подводную лодку Ада обнаруживает, что системы корабля, принадлежащего Дереку Симонсу, настроены на её отпечатки пальцев и голос, а весь экипаж подлодки состоит из мутантов дж’аво. В одной из кают обнаруживается видеозапись полугодовой давности с заданием от Дерека: «захватить Джейка Мюллера», адресованное Аде Вонг, однако, в действительности Ада уже долгое время не имела дел с Дереком и не получала от него никаких заданий. Покидая подводную лодку, Ада снова получает от Дерека видеосообщение, где он сообщает ей, что от её имени планируется биотеррористическая атака мирового масштаба.
Пытаясь разобраться в происходящем, Ада обнаруживает, что Дерек Симонс, не желавший смириться с тем, что Ада отказалась на него работать, превратил преданную ему сотрудницу Карлу Радамес, с помощью разработанного ей же К-вируса, в «копию» Ады Вонг. Превращённая Карла не только получила внешность Ады Вонг (в игре её можно узнать только по одежде синего цвета), но и убеждённость в том, что она и есть настоящая Ада Вонг. Тем не менее, Карла возненавидела Дерека Симонса за своё превращение, и в тайне от него создала биотеррористическую организацию «Нео-Амбрелла», призванную уничтожить то, что является наибольшей ценностью для Дерека — мировую стабильность.
В ходе расследования Ада несколько раз пересекается с другими персонажами игры. Она оказывает существенную помощь Леону, помогая добыть доказательства его невиновности в смерти президента США и убить Симонса, скрытно защищает Джейка и Шерри, но вынуждена скрываться от Криса и Пирса, считающих её виновной в гибели их товарищей. Ада становится непосредственной свидетельницей гибели Карлы Радамес, перед смертью превращающейся в агрессивную биоорганическую массу, продолжающую утверждать, что она и есть «настоящая Ада Вонг». Со смертью Карлы, засвидетельствованной Крисом и Пирсом, Ада решает уничтожить следы того, что у неё когда-либо существовал двойник. Таким образом, единственными людьми, которые знают о том, что она всё ещё жива, остаются Леон и Хелена.

## Игровой процесс
Игровой процесс напоминает предыдущую часть — врагов много, но из них после смерти выпадают боеприпасы, в количестве, зависящем от уровня сложности. В то же время, по сравнению с предыдущими частями значительно развита система сражения в ближнем бою, использующая, в частности, большое количество комбо-ударов. Зомби могут не только набрасываться на персонажа, но и использовать оружие. В такие моменты у игрока появляется возможность вырвать из рук врага оружие и тут же применить его. Во время ближнего боя расходуется выносливость, что вынуждает игрока брать передышку или комбинировать ближний и дистанционный бой. Введены некоторые тактические приёмы, например, персонаж может совершить подкат или же во время падения лечь на спину и продолжить прицельный огонь, постепенно отползая от неприятеля. Во время прохождения предстоит столкнуться с разными стилями: сражение в замкнутом пространстве, поиск ключевых предметов, оборона от превосходящих сил врага, поездка на снегоходе от надвигающейся лавины и многое другое. Суммарное прохождение всей сюжетной линии занимает 25 часов реального времени, что является высоким показателем для игр подобного жанра.

### Особенности игры
- Игроку предоставляется выбор из 4 сюжетных кампаний (3 кампании с двумя протагонистами и кампания за Аду Вонг), события которых происходят параллельно и пересекаются в нескольких ключевых точках. После прохождения одной сюжетной линий, можно выбрать следующую, и увидеть события с другой перспективы. В некоторых версиях игры кампания за Аду Вонг становится доступна только после прохождения остальных трёх кампаний.
- В игре присутствуют семь персонажей: Леон Кеннеди в паре с Хеленой Харпер, Крис Редфилд в паре с Пирсом Нивенсом, Джейк Мюллер в паре с Шерри Биркин и Ада Вонг, чья кампания создана с расчётом только на одного игрока, из-за чего при парном прохождении ей помогает только безликий «агент». Каждый из протагонистов, включая «агента», обладает индивидуальными характеристиками и уникальным набором оружия.
- Действие игры происходит по всему земному шару, включая США, Восточную Европу и Китай.
- Над игрой работала та же команда разработчиков, что и над прошлыми частями.
- В игру опять вернулись классические зомби, как было в первых трёх играх, на этот раз заражённые К-вирусом. Зомби теперь могут бегать, прыгать, набрасываться на героев и держать оружие.
- Герои получили ряд тактических приёмов, например, подкат. Также возможно использование холодного оружия и стрельбы из двух пистолетов по-македонски (при игре за Леона).
- В игре присутствует множество зрелищных видеовставок, использующие технологию захвата движения. Общая их продолжительность составляет 2 часа 47 минут. Так, на каждую кампанию приходится: Леон и Хелена — 56 минут, Крис и Пирс — 44 минуты, Джейк и Шерри — 41 минута, Ада — 26 минут.

## Отзывы и критика
| Сводный рейтинг    | Сводный рейтинг                                                         |
| Агрегатор          | Оценка                                                                  |
| ------------------ | ----------------------------------------------------------------------- |
| GameRankings       | PS3: 73,55 % X360: 69,03 % PC: 67,38 %                                  |
| Metacritic         | PS3: 74/100 X360: 67/100 PC: 69/100 PS4: 60/100 XONE: 63/100 NS: 69/100 |
| Иноязычные издания |                                                                         |
| Издание            | Оценка                                                                  |
| Destructoid        | 3/10                                                                    |
| Edge               | 6/10                                                                    |
| Eurogamer          | 6/10                                                                    |
| Famitsu            | 39/40                                                                   |
| G4                 | 2,5/5                                                                   |
| Game Informer      | 8,75/10                                                                 |
| GameSpot           | 4,5/10                                                                  |
| GamesRadar+        | [ 21 ]                                                                  |
| GameTrailers       | 8,8/10                                                                  |
| IGN                | 7,9/10                                                                  |
| The Escapist       | [ 24 ]                                                                  |

Resident Evil 6 получила смешанные отзывы, согласно агрегатору рецензий Metacritic.

### Продажи
Летом 2018 года, благодаря уязвимости в защите Steam Web API, стало известно, что точное количество пользователей сервиса Steam, которые играли в игру хотя бы один раз, составляет 1 317 100 человек. На начало 2022 года Capcom продала 8,1 млн копий игры. 30 июня 2023 года в списке платиновых выпусков было уже 8,8 млн копий.